# Ligne Aizu Kinugawa
La ligne Aizu Kinugawa (会津鬼怒川線, Aizu Kinugawa-sen) est une ligne ferroviaire de la compagnie privée Yagan Railway dans les préfectures de Tochigi et Fukushima au Japon. Elle relie la gare de Shin-Fujiwara à celle d'Aizukogen-ozeguchi.

## Histoire
La ligne a été ouverte en novembre 1986 comme ligne à l'écartement 1 067 mm.

## Caractéristiques

### Ligne
- Longueur : 30,7 km
- Ecartement : 1 067 mm
- Alimentation : 1 500 Vcc par caténaire
- Nombre de voies : voie unique

### Services et interconnexions

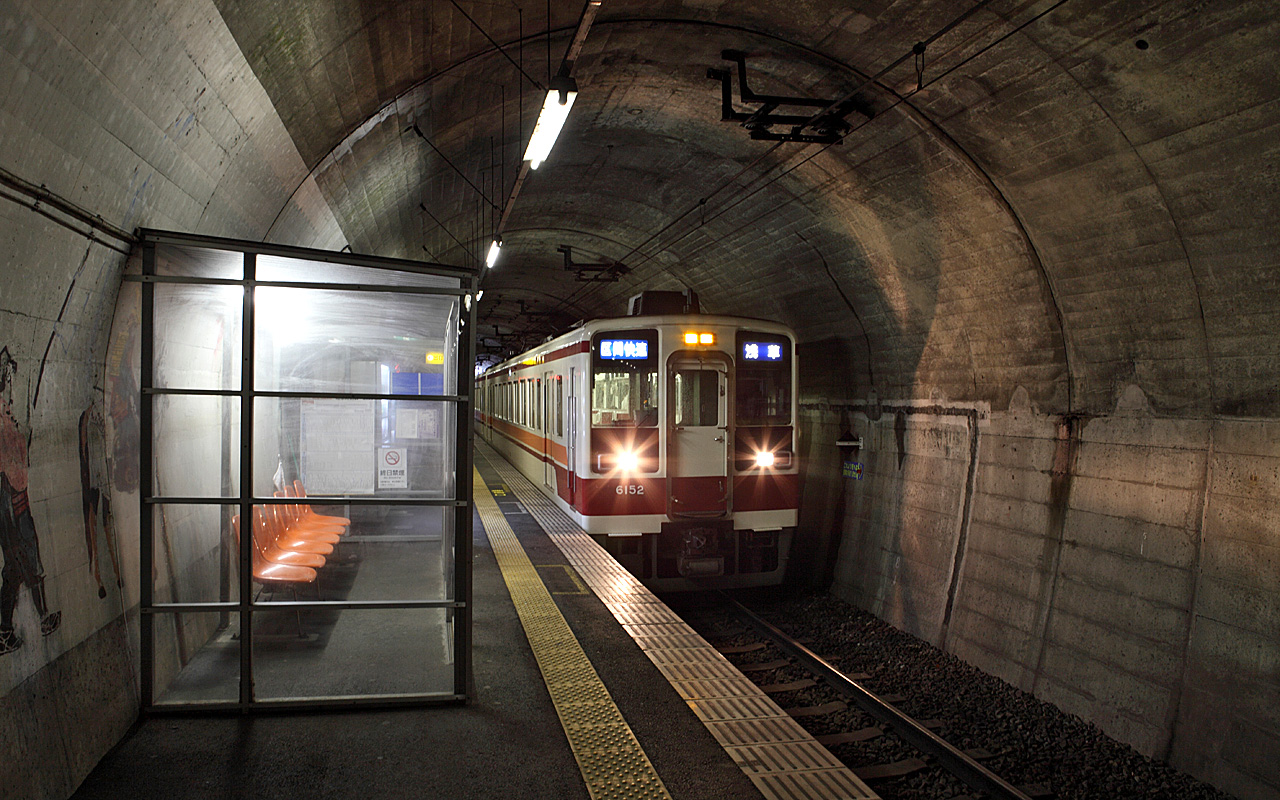
Le semi rapide pour Asakusa à Yunishigawa-onsen.

La ligne est interconnectée avec la ligne Aizu à Aizukogen-Ozeguchi et ligne Tōbu Kinugawa à Shin-Fujiwara pour des services Revaty Aizu jusqu'à Asakusa.
Un train, le Yumeguri, relie Kinugawa-onsen (ligne Tōbu Kinugawa) à Aizu-Tajima (ligne Aizu).

### Liste des gares
La ligne comporte 9 gares.
| Gare                          | Nom japonais     | Distance (km) | Correspondances                      | Rapide Aizu Mount Express | Limited Express Revaty Aizu | Rapide Yumeguri | Localisation | Localisation            |
| ----------------------------- | ---------------- | ------------- | ------------------------------------ | ------------------------- | --------------------------- | --------------- | ------------ | ----------------------- |
| Shin-Fujiwara                 | 新藤原           | 0,0           | Tobu : Kinugawa (interconnexion)     | ●                         | ●                           | ●               | Nikkō        | Préfecture de Tochigi   |
| Ryuokyō (ja)                  | 龍王峡           | 1,7           |                                      | ●                         | ●                           | ↓               | Nikkō        | Préfecture de Tochigi   |
| Kawajionsen                   | 川治温泉         | 4,8           |                                      | ●                         | ◆                           | ●               | Nikkō        | Préfecture de Tochigi   |
| Kawajiyumoto                  | 川治湯元         | 6,0           |                                      | ●                         | ●                           | ↓               | Nikkō        | Préfecture de Tochigi   |
| Yunishigawaonsen              | 湯西川温泉       | 10,3          |                                      | ●                         | ●                           | ●               | Nikkō        | Préfecture de Tochigi   |
| Nakamiyorionsen               | 中三依温泉       | 16,8          |                                      | ●                         | ◆                           | ↓               | Nikkō        | Préfecture de Tochigi   |
| Kamimiyori-shiobaraonsenguchi | 上三依塩原温泉口 | 21,0          |                                      | ●                         | ●                           | ●               | Nikkō        | Préfecture de Tochigi   |
| Ojika-kogen                   | 男鹿高原         | 25,0          |                                      | ↕                         | △                           | ↓               | Nikkō        | Préfecture de Tochigi   |
| Aizukogen-Ozeguchi            | 会津高原尾瀬口   | 30,7          | Aizu Railway : Aizu (interconnexion) | ●                         | ●                           | ●               | Minamiaizu   | Préfecture de Fukushima |